# Миранда
Миранда је природни сателит Урана који кружи око Урана на удаљености око 129.850 km. Приближно је кружног облика, димензија 480 × 468 × 466 . па је њен просјечни пречник 472 km. Маса овог сателита износи 6.59 × 1019 kg. На Миранди је измјерена максимална температура од 86 K (-187 °C).
Открио ју је Џерард Кајпер 1948. године. Војаџер 2 (1986) је за сада једина летелица која је посетила Миранду.

## Састав и рељеф
Миранда је грађена од стења и воденог леда. Иако најмањи од Уранових пет великих сателита, Миранда има најзанимљивији рељеф. Њена површина је, као нигде другде у Сунчевом систему, сложена мешавина различитих типова терена. Једни до других налазе се долине, литице, пукотине, кратери, терасе и кањони.
Најупечатљивији детаљ на њеној површини је светли облик у облику латиничног слова V, познат по имену Шеврон. Уз Шеврон, лако се уочавају и короне, системи концентричних планина и пукотина. Неки кањони су дубоки и по 20 km, а снимљена је и стрма литица висине 5 km.

### Порекло рељефних карактеристика
Према старијој теорији, разноврсност Мирандиног рељефа резултат је вишеструких удара у раној историји сателита. Приликом сваког удара, делови Мирандиног језгра и коре би се измешали. Касније уздизање деломично отопљеног леда из унутрашњости узроковало је познати Шеврон, док су короне настале набирањем коре.
Према новијој теорији, на данашњи изглед Миранде нису много утицали евентуални удари великих тијела, већ тектонске активности. Вероватна претпоставка је да су за то одговорне плимне силе као код Јупитерове Европе.
Иако Миранда данас није у резонанцији с неким од осталих сателита (као што је случај с Европом), таква је резонанција могла постојати у прошлости. Резонанција два сателита је појава код које се сателити у свом обилажењу око матичног планета сусрећу (тј. унутрашњи престиже спољашњи) увек на истом месту. Плимне силе узрокују стварање плимне избочине — изобличавање сателита, што ствара трење. Трење загрева унутрашњости и топи лед у унутрашњости који се затим подиже према површини. Резонанција осигурава да се сателит увијек растеже по истој оси, па се ефект с временом акумулира.
Због мењања путања сателита, нестало је резонанције и Миранда је изгубила извор енергије за тектонске активности, због чега њено раслојавање (планетарна диференцијација) није никада довршено.